# Festuca cryptantha
Festuca cryptantha är en gräsart som beskrevs av Thomas Arthur Cope. Festuca cryptantha ingår i släktet svinglar, och familjen gräs. Inga underarter finns listade i Catalogue of Life.